# Districte municipal de Varėna
El Districte municipal de Varėna (en lituà: Varėnos rajono savivaldybė) és un dels 60 municipis de Lituània, situat dins del comtat d'Alytus, i que forma part de la regió de Dzūkija.

## Història
Juntament amb la regió de Vílnius, una gran part del districte municipal de Varėna va ser al costat polonès de la frontera «no reconeguda recíprocament» durant el període d'entreguerres. Això es va deure principalment amb l'estratègica línia fèrria Varsòvia - Sant Petersburg. Al contrari que a les regions veïnes, on el nombre de polonesos és alta, el territori que avui comprèn el municipi sempre ha tingut una majoria de lituans. El Districte de Varėna, com se l'anomenava aleshores, es va formar durant la Unió Soviètica, amb la petita ciutat de Varėna escollida com a capital. Varėna va ser escollida per l'aleshores més antiga Senoji Varėna com capital, a causa de la seva proximitat a la via fèrria. Solament va esdevenir el centre de la regió a la dècada de 1970 quan es va sotmetre a la industrialització sota el lideratge soviètic. Durant una reforma del territori municipal va ser tornada a anomenar com a Districte municipal Varėna i algunes parts occidentals que va cedir al Municipi de Druskininkai.

## Geografia
La major part del municipi està coberta per boscos i pantans, és el municipi més gran i menys poblat de Lituània. El riu Miarkís passa a través del seu territori, n'hi ha més de 100 llacs i el bosc Dainava. Limita el municipi de Druskininkai a l'oest, el districte municipal d'Alytus al nord-oest, el districte municipal de Trakai al nord-est, i el districte municipal de Šalčininkai també a l'oest. Cap al sud comparteix una frontera amb Belarús.